# اللغة والفكر
إن فكرة تأثير اللغة على الفكر لها تاريخ طويل في مجموعة متنوعة من المجالات. هناك نوعان من الهياكل الفكرية التي تتشكل حول هذا النقاش. الهيكل الفكري الأول ينبع من اللغويات ويعرف باسم فرضية سابر-وورف. هنالك نسخة قوية ونسخة ضعيفة من الفرضية التي تدافع عن تأثير اللغة بشكل أو بآخر على الفكر. تجادل النسخة القوية، الحتمية اللغوية، أنه بدون لغة، فلا يوجد فكر ولن يمكنه أن يوجد، بينما النسخة الضعيفة، النسبية اللغوية، تدعم فكرة وجود بعض التأثيرات من اللغة على الفكر. على الجانب المقابل، هنالك نظريات «لغة الفكر» (إل أو تي إتش) التي تعتقد أن اللغة العلنية غير ضرورية للفكر الخاص. تتناول نظريات لغة الفكر النقاش حول ما إذا كان الفكر ممكنًا بدون لغة، والذي يرتبط بسؤال ما إذا كانت اللغة قد تطورت من أجل التفكير. يصعب دراسة هذه الأفكار لأنها تثبت صعوبة تحليل آثار الثقافة مقابل الفكر مقابل اللغة في جميع المجالات الأكاديمية.
الاستخدام الرئيسي للغة هو نقل الأفكار من عقل إلى عقل آخر. إن أجزاء المعلومات اللغوية التي تدخل في عقل شخص ما، منتقلة من شخص آخر، تمنح الناس فكرة جديدة لها تأثيرات عميقة على معرفتهم بالعالم، والاستدلال، والسلوك اللاحق. اللغة لا تخلق ولا تشوه الحياة النظرية. الفكر يأتي أولًا، في حين أن اللغة هي تعبير. هناك بعض القيود في اللغة، فلا يستطيع البشر التعبير عن كل ما يفكرون به.

## لغة الفكر
تعتمد نظريات لغة الفكر على الاعتقاد بأن التمثيل العقلي له بنية لغوية. الأفكار هي «جمل في الرأس»، بمعنى أنها تتشكل ضمن لغة ذهنية. تعمل نظريتان لدعم نظرية لغة الفكر. تفترض النظرية النحوية السببية للممارسات العقلية أن العمليات الذهنية هي عمليات سببية تُعرَّف خلال بناء الجملة من التمثيلات الذهنية. تفترض النظرية التمثيلية للعقل أن المواقف الافتراضية هي علاقات بين الموضوعات والتمثيلات العقلية. بصورة مترادفة، تشرح هذه النظريات كيف يمكن للمخ إنتاج التفكير العقلاني والسلوك. كانت هذه النظريات الثلاثة مستوحاة من تطور الاستدلال المنطقي الحديث. استلهمت أيضًا من عمل آلان تورنغ في العمليات السببية التي تتطلب إجراءات نظامية داخل الآلات المادية.
يعتمد إل أو تي إتش على الاعتقاد بأن العقل يعمل مثل الكمبيوتر، دائمًا في خضم عمليات حسابية. تعتقد النظرية أن التمثيل العقلي له بناء جملة اندماجي ودلالات تركيبية. الادعاء بأن التمثيلات الذهنية لها بناء جملة اندماجي ودلالات تركيبية يعني أن التمثيل الذهني عبارة عن جمل بلغة ذهنية. عمل آلان تورينغ على تنفيذ الآلات المادية للعمليات السببية التي تتطلب إجراءات نظامية كان على غرار هذه المعتقدات.
قام عالِم بارز آخر، ستيفن بينكر، بتطوير هذه الفكرة عن لغة عقلية في كتابه «غريزة اللغة» (1994). يشير بينكر إلى هذه اللغة الذهنية بالـمينتاليس. في مسرد كتابه، يعرّف بينكر المينتاليس على أنها لغة افتراضية تستخدم على وجه التحديد في التفكير. تشتمل هذه اللغة الافتراضية على تمثيلات عقلية لمفاهيم مثل معاني الكلمات والجمل.